# Midge Moreman
Marjorie Daisy Norton „Midge“ Moreman (* 17. Oktober 1902 in Mount Abu, Britisch-Indien; † September 1987 in Southampton), nach Heirat Midge Jenner, war eine britische Turnerin.

## Erfolge
Midge Moreman nahm 1928 an den Olympischen Spielen in Amsterdam teil und gehörte bei diesen zur britischen Turnriege im Mannschaftsmehrkampf, bei dem insgesamt fünf Mannschaften antraten. Den Wettkampf schlossen die Britinnen mit 258,25 Punkten auf dem dritten Platz ab, hinter den siegreichen Niederländerinnen, die mit 316,75 Punkten Olympiasiegerinnen wurden, und den mit 289 Punkten zweitplatzierten Italienerinnen. Dahinter folgten die Mannschaften Ungarns und Frankreich. Moreman erhielt somit zusammen mit Annie Broadbent, Lucy Desmond, Margaret Hartley, Amy Jagger, Queenie Judd, Jessie Kite, Carrie Pickles, Ethel Seymour, Ada Smith, Hilda Smith und Doris Woods die Bronzemedaille.
Sie war Mitglied des Northampton Polytechnic Institute Women’s Gymnastics Clubs, wo sie ebenso wie ihre olympischen Mannschaftskolleginnen Lucy Desmond, Jessie Kite, Doris Woods, Ethel Seymour und Queenie Judd unter Rudolf „Obie“ Oberholzer trainierte. Moreman war die Tochter eines Armeeoffiziers, der zum Zeitpunkt ihrer Geburt in Britisch-Indien stationiert war. Drei Wochen nach ihrem Medaillengewinn in Amsterdam heiratete sie den Bestatter Thomas Jenner.